# Topsentia topsenti
Topsentia topsenti är en svampdjursart som först beskrevs av Claude Lévi och Jean Vacelet 1958.  Topsentia topsenti ingår i släktet Topsentia och familjen Halichondriidae. Inga underarter finns listade i Catalogue of Life.